# Quentin Gosselin
Pour les articles homonymes, voir Gosselin.
 (janvier 2019).
Si vous disposez d'ouvrages ou d'articles de référence ou si vous connaissez des sites web de qualité traitant du thème abordé ici, merci de compléter l'article en donnant les références utiles à sa vérifiabilité et en les liant à la section « Notes et références ».
Quentin Gosselin, né le 12 avril 1996 à Cucq, est un joueur international de beach soccer français qui évolue au poste de défenseur.

## Biographie
Quentin Gosselin commence le beach soccer dans son club de football, l'AS Étaples, où il est l'un des membres fondateurs de la section. Il se prendra vite au jeu de la compétition en remportant le titre du District dès la première année et en finissant finaliste malheureux de la compétition régionale contre le LBS Dunkerque. En 2016, il remportera le titre de District et de la Ligue et participe pour la première fois au National Beach Soccer.
Repéré par Stéphane François lors de la finale régionale de 2015, sélectionneur de l'Équipe de France, il est appelé en 2016 pour un stage de préparation puis dans le groupe pour l'Euro Beach Soccer League 2016, même s'il ne foule pas le sable. Il est également retenu dans le groupe Espoirs pour la Talent Cup où il honorera ses 3 sélections.
En 2017, il honore ses premières sélections au Portugal, marquant un doublé lors du second acte. Avec l'AS Etaples, il conserve son titre de champion de District, finit finaliste du championnat de Ligue et participe pour la deuxième fois au National Beach Soccer, accrochant la 7e place. En fin d'année, il est de nouveau retenu pour un tournoi international au Mexique.
En 2018, il est sélectionné pour la première fois en compétition officielle pour l'Euro Beach Soccer League 2018 après avoir participé à plusieurs stages et matchs amicaux internationaux durant la saison, grâce à des performances solides en club, conservant le titre de District, récupérant le titre de la Ligue et finissant de nouveau 7e au National Beach Soccer.
En 2019, ses bonnes performances en club (3e titre de champion régional, 5e place au National Beach Soccer) lui permettent de conserver la confiance des deux sélectionneurs successifs (Stéphane François puis Gérard Sergent et d'être appelé pour les qualifications des Jeux mondiaux de plage, et de la Coupe du Monde puis pour l'Euro Beach Soccer League 2019 et enfin pour les Jeux méditerranéens de plage 2019 où, en compagnie de ses coéquipiers, il remporte la médaille de bronze après trois victoires, contre l'Albanie, la Libye et le Maroc. Au terme de la saison, il est le joueur français le plus utilisé en compagnie de Victor Angeletti avec 14 sélections.
En parallèle, il poursuit, au niveau régional, la pratique du football à l'AS Etaples.

## Carrière internationale
| Sélections en Équipe de France | Sélections en Équipe de France | Sélections en Équipe de France | Sélections en Équipe de France | Sélections en Équipe de France | Sélections en Équipe de France                      | Sélections en Équipe de France |
| #                              | Date                           | Lieu                           | Adversaire                     | Résultat                       | Compétition                                         | But(s)                         |
| ------------------------------ | ------------------------------ | ------------------------------ | ------------------------------ | ------------------------------ | --------------------------------------------------- | ------------------------------ |
| 1                              | 13 avril 2017                  | Faro                           | Portugal                       | 2-7                            | Match amical                                        |                                |
| 2                              | 14 avril 2017                  | Faro                           | Portugal                       | 2-6                            | Match amical                                        | But inscrit · But inscrit      |
| 3                              | 21 octobre 2017                | Puerto Vallarta                | États-Unis                     | 5-6                            | Tournoi amical                                      |                                |
| 4                              | 22 octobre 2017                | Puerto Vallarta                | Mexique                        | 3-4                            | Tournoi amical                                      |                                |
| 5                              | 23 octobre 2017                | Puerto Vallarta                | Colombie                       | 5-4                            | Tournoi amical                                      |                                |
| 6                              | 21 avril 2018                  | Le Touquet-Paris-Plage         | Belgique                       | 12-2                           | Match amical                                        | But inscrit                    |
| 7                              | 16 mai 2018                    | Saint-Médard-en-Jalles         | Angleterre                     | 2-1                            | Match amical                                        |                                |
| 8                              | 17 mai 2018                    | Saint-Médard-en-Jalles         | Angleterre                     | 3-2                            | Match amical                                        |                                |
| 9                              | 23 août 2018                   | Warnemünde                     | Angleterre                     | 5-2                            | Match amical                                        |                                |
| 10                             | 24 août 2018                   | Warnemünde                     | Allemagne                      | 4-1                            | Euro Beach Soccer League 2018                       |                                |
| 11                             | 25 août 2018                   | Warnemünde                     | Russie                         | 1-6                            | Euro Beach Soccer League 2018                       |                                |
| 12                             | 26 août 2018                   | Warnemünde                     | Espagne                        | 2-3                            | Euro Beach Soccer League 2018                       |                                |
| 13                             | 10 mai 2019                    | Salou                          | Italie                         | 2-10                           | Qualifications pour les Jeux mondiaux de plage 2019 |                                |
| 14                             | 11 mai 2019                    | Salou                          | Biélorussie                    | 3-5                            | Qualifications pour les Jeux mondiaux de plage 2019 |                                |
| 15                             | 12 mai 2019                    | Salou                          | Portugal                       | 3-6                            | Qualifications pour les Jeux mondiaux de plage 2019 |                                |
| 16                             | 19 juillet 2019                | Moscou                         | Norvège                        | 5-2                            | Qualifications pour la Coupe du monde 2019          |                                |
| 17                             | 20 juillet 2019                | Moscou                         | Moldavie                       | 6-2                            | Qualifications pour la Coupe du monde 2019          |                                |
| 18                             | 22 juillet 2019                | Moscou                         | Portugal                       | 1-3                            | Qualifications pour la Coupe du monde 2019          |                                |
| 19                             | 23 juillet 2019                | Moscou                         | Biélorussie                    | 1-4                            | Qualifications pour la Coupe du monde 2019          |                                |
| 20                             | 16 août 2019                   | Catane                         | Biélorussie                    | 1-4                            | Euro Beach Soccer League 2019                       |                                |
| 21                             | 17 août 2019                   | Catane                         | Italie                         | 3-6                            | Euro Beach Soccer League 2019                       |                                |
| 22                             | 18 août 2019                   | Catane                         | Allemagne                      | 7-7 ; tab : 4-5                | Euro Beach Soccer League 2019                       |                                |
| 23                             | 28 août 2019                   | Patras                         | Albanie                        | 19-1                           | Jeux méditerranéens de plage de 2019                |                                |
| 24                             | 29 août 2019                   | Patras                         | Italie                         | 3-6                            | Jeux méditerranéens de plage de 2019                |                                |
| 25                             | 30 août 2019                   | Patras                         | Libye                          | 6-5                            | Jeux méditerranéens de plage de 2019                |                                |
| 26                             | 31 août 2019                   | Patras                         | Maroc                          | 5-1                            | Jeux méditerranéens de plage de 2019                |                                |

| Sélections en Équipe de France espoirs | Sélections en Équipe de France espoirs | Sélections en Équipe de France espoirs | Sélections en Équipe de France espoirs | Sélections en Équipe de France espoirs | Sélections en Équipe de France espoirs | Sélections en Équipe de France espoirs |
| #                                      | Date                                   | Lieu                                   | Adversaire                             | Résultat                               | Compétition                            | But(s)                                 |
| -------------------------------------- | -------------------------------------- | -------------------------------------- | -------------------------------------- | -------------------------------------- | -------------------------------------- | -------------------------------------- |
| 1                                      | 29 juillet 2016                        | Siófok                                 | Biélorussie                            | 3-4                                    | Talent Cup 2016                        |                                        |
| 2                                      | 30 juillet 2016                        | Siófok                                 | Pologne                                | 4-1                                    | Talent Cup 2016                        |                                        |
| 3                                      | 31 juillet 2016                        | Siófok                                 | Hongrie                                | 2-4                                    | Talent Cup 2016                        |                                        |

## Palmarès
Avec l'Équipe de France :
- 3e des Jeux méditerranéens de plage : 2019

Avec l'Equipe de France espoirs :
- 2e de la Talent Cup : 2016

Avec l'AS Étaples :
- Champion de la Ligue de football des Hauts-de-France de Beach Soccer : 2016, 2018, 2019
- Vice-champion de la Ligue du Nord-Pas-de-Calais de Beach Soccer : 2015, 2017
- Champion du District Côte d'Opale de Beach Soccer : 2015, 2016, 2017, 2018